# Lipiany (gemeente)
De gemeente Lipiany is een stad- en landgemeente in powiat Pyrzycki. Aangrenzende gemeenten:
- Przelewice en Pyrzyce (powiat Pyrzycki)
- Barlinek en Myślibórz (powiat Myśliborski)

Zetel van de gemeente is in de stad Lipiany.
De gemeente beslaat 13,0% van de totale oppervlakte van de powiat.

## Demografie
Stand op 30 juni 2004:
| Omschrijving                   | Totaal | Totaal | Vrouwen | Vrouwen | Mannen | Mannen |
| ------------------------------ | ------ | ------ | ------- | ------- | ------ | ------ |
| eenheid                        | aantal | %      | aantal  | %       | aantal | %      |
| inwoners                       | 6058   | 100    | 3077    | 50,8    | 2981   | 49,2   |
| bevolkingsdichtheid (inw./km²) | 64     | 64     | 32,5    | 32,5    | 31,5   | 31,5   |

De gemeente heeft 15,1% van het aantal inwoners van de powiat. In 2002 bedroeg het gemiddelde inkomen per inwoner 1422,02 zł.

## Plaatsen
- Lipiany (Duits Lippehne, stad sinds XIV eeuw)

Administratieve plaatsen (sołectwo) van de gemeente Lipiany:
- Derczewko, Dębiec, Jedlice, Krasne, Miedzyn, Mielęcinek, Nowice, Osetna, Skrzynka en Wołczyn

Batowo, Będzin, Brzostowo, Czajczyn, Dołżyn, Dzieżno, Głębokie, Jarzębnik, Józefin, Łasiczyn, Łosiniec, Małcz, Mielnik, Mierzawy, Mironów, Mokronos, Piaśnik, Połczyno, Przywodzie, Sokolniki, Sulino, Świerszczyki, Wądół, Wielice, Wojnowice, Żarnowo.